# Onderste Hridayam

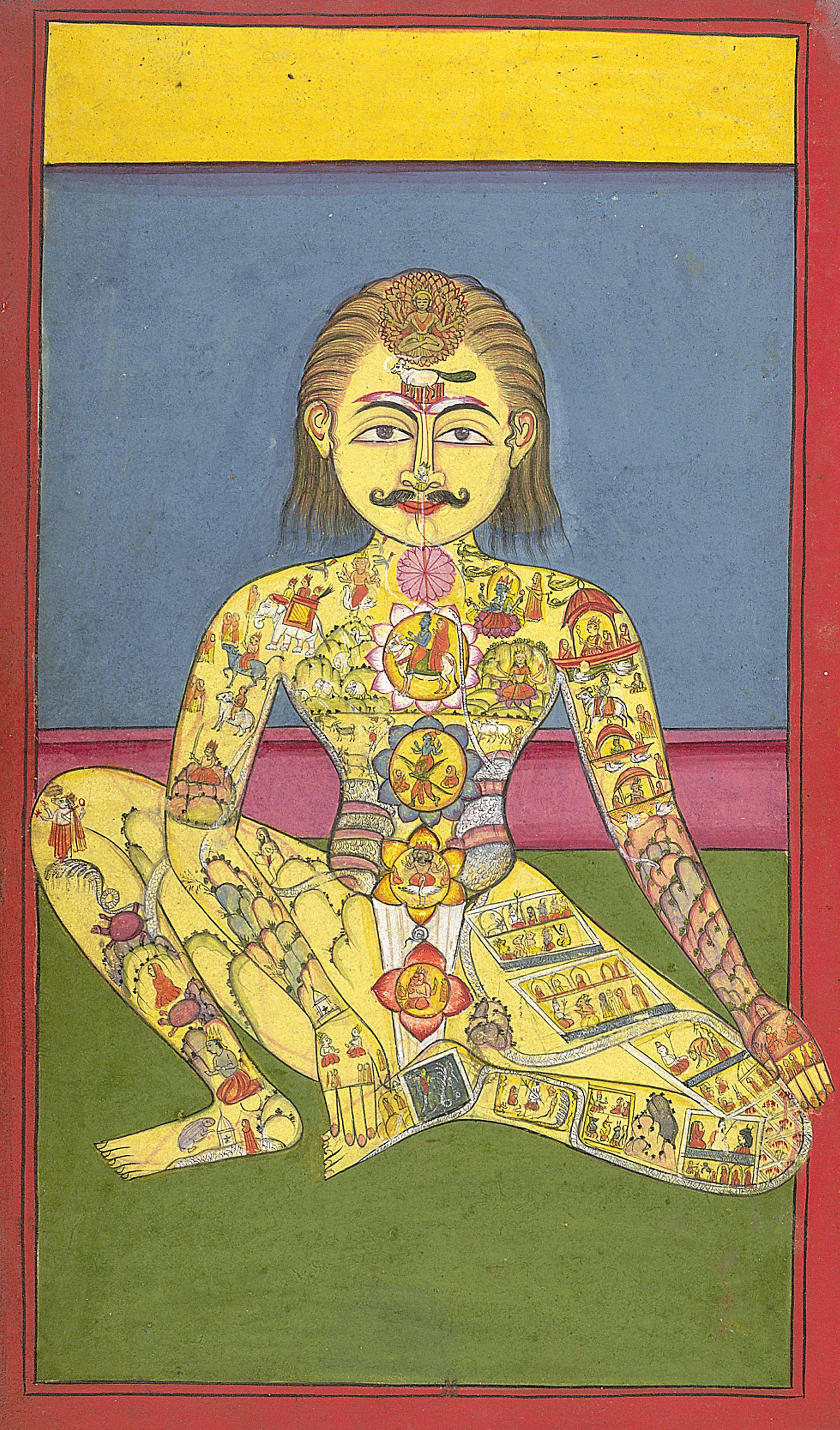
oude Tibetaanse kaart met de 7 Chakra's en de belangrijkste marmapunten

Onderste Hridayam (Onderste Hridayam-punt) is een marmapunt gelegen op de romp. Marmapunten worden in Oosterse filosofieën gebruikt bij massage, yoga, reflexologie en reiki. Men gelooft dat een marmapunt op een nadi ligt en zo een uitwerking kan hebben op een bepaald lichaamsdeel, proces of emotie
Onderste Hridayam is gelegen op de borst één tot drie vingerbreedten onder het Bovenste Hridayam. Dit punt heeft invloed op het fysieke hart.

## Overige marmapunten
Naar schatting zijn er 62.000 marmapunten in het lichaam. De belangrijkste 52 zijn: